# Junior Parma Baseball Club
La Junior Parma Baseball Club è una società italiana di baseball, fondata nel 1983 e militante nel campionato italiano di baseball in Serie B.

## Storia
Il club fu fondato nel 1983, così come l'affiliazione alla FIBS avvenne nello stesso anno con il nome di Lubiana B.C.. Nel 1991 arrivò l'attuale denominazione.
Nella sua storia, vanta numerosi successi soprattutto in campo giovanile, attualmente colleziona cinque titoli nazionali giovanili, tra cui due titoli Under-16 e tre titoli Under-18, vinti tutti a partire dal 1994. La squadra maggiore, dopo la prima iscrizione al campionato di serie B del 1986, ottenne la promozione in Serie A2 nel 1996. Nelle stagioni del 2005 e del 2006 ha partecipato ai play-off per approdare in Serie A1, senza riuscire ad approdare al massimo campionato italiano.
Dalla stagione 2014 la squadra maggiore milita in Serie B.

## Squadre stagione 2022
| Nome giocatore      | P  | Nome Giocatore     | P  |
| ------------------- | -- | ------------------ | -- |
| Emanuele Bellini    | C  | Filippo Valenti    | IF |
| Arturo Amoretti     | C  | Francesco Caruso   | IF |
| Alessio Mazza       | C  | Matteo Scialpi     | IF |
| Christian Leoni     | OF | Davide Scalari     | IF |
| Luca Pizzaferri     | OF | Francesco Corsaro  | P  |
| Saverio Amoretti    | OF | Thomas Mulazzi     | P  |
| Michele Sorvillo    | OF | Davide Montanari   | P  |
| Nicolò Mordacci     | OF | Gian Marco Zoni    | P  |
| Federico Bertoncini | OF | Gabriele Casalini  | P  |
| Stefano Giannetti   | IF | Nicolò Ferrari     | P  |
| Francesco Tinarelli | IF | Riccardo Ceccaroli | P  |

CAMPIONATI GIOVANILI
- Under-18
- Under-15
- Under-12
- Mini baseball (elementari e asilo)

## Palmarès

### Trofei Nazionali
5 trofei
- Campionati italiani Under 18: 3

1994, 1998, 2003
- Campionati italiani Under 16: 2

1996, 2003

### Promozioni
- 1 promozione in Serie A2:

1996

## Cronistoria
Nelle 26 stagioni sportive della società sono inclusi 12 campionati italiani di Serie A2, la seconda categoria più alta del campionato italiano.

## Statistiche prima squadra

### Campionati attuali
| Categoria | Partecipazioni | Debutto | Ultima stagione |
| --------- | -------------- | ------- | --------------- |
| A1        | 0              | -       | -               |
| A2        | 16             | 1996    | 2009            |
| B         | 20             | 1986    | 2022            |
| C1        | 0              | -       |                 |
| C2        | 0              | -       |                 |

### Campionati dismessi
| Categoria    | Partecipazioni | Debutto | Ultima stagione |
| ------------ | -------------- | ------- | --------------- |
| Torneo d'oro | 0              | -       | -               |
| A1           | 0              | -       | -               |
| A            | 0              | -       | -               |
| C            | 0              | -       | -               |
| D            | 0              | -       | -               |